# Teatr Narodowy w Suboticy
Teatr Narodowy w Suboticy (serb. Народно позориште у Суботици, chorw. Narodno kazalište u Subotici, węg. Szabadkai Népszínház) – jeden z serbskich teatrów narodowych, z siedzibą w Suboticy na północy Wojwodiny.

## Historia
Historia życia teatralnego w Suboticy sięga XVIII wieku. Początkowo przedstawienia odgrywane były przez aktorów pochodzenia niemieckiego oraz uczniów miejscowych szkół. Z biegiem czasu występy teatralne budziły coraz większe zainteresowanie wśród mieszkańców Suboticy (wówczas Szabadki), w związku z czym władze miejskie postanowiły wybudować teatr. Pieczę nad wzniesieniem reprezentancyjnego gmachu powierzono węgierskiemu architektowi Jánosowi Skultétiemu. Prace trwały do 1854 roku, kiedy to oddano teatr do użytku.
Wiosną 1915 roku gmach uległ niemal całkowitemu zniszczeniu wskutek pożaru, nienaruszona została mała sala teatralna. Z tego powodu po zakończeniu wojny występy przeniesiono do Hotelu Beograd. Nowe władze Suboticy (będącej już częścią Królestwa SHS) podjęły decyzję o odbudowie tego ważnego dla miasta obiektu. Prace rekonstrukcyjne trwały od 1924 do 1927 roku.
Po II wojnie światowej w socjalistycznej już Suboticy powstały dwa nowe teatry – chorwacki oraz węgierski. W 1951 roku doszło do połączenia obu instytucji i powstania Teatru Narodowego, gdzie zaczęto odgrywać sztuki w języku serbsko-chorwackim i węgierskim.
Wiosną 2007 roku, decyzją władz lokalnych i pomimo sprzeciwów mieszkańców oraz Międzynarodowej Rady Ochrony Zabytków i Miejsc Historycznych (ICOMOS), doszło do zburzenia gmachu teatru i jego całkowitej rekonstrukcji.

## Budynek
Nowa siedziba Teatru Narodowego wybudowana została w 2007 roku i nawiązuje do architektury neoklasycyzmu. Cechą charakterystyczną elewacji budynku jest sześć kolumn wybudowanych w porządku korynckim. Pod tympanonem umieszczono nazwę teatru w trzech językach – serbskim, węgierskim i chorwackim. Spektakle może jednocześnie oglądać 266 widzów. Scena ma rozmiary 12,2 m x 12,2 m.

## Galeria

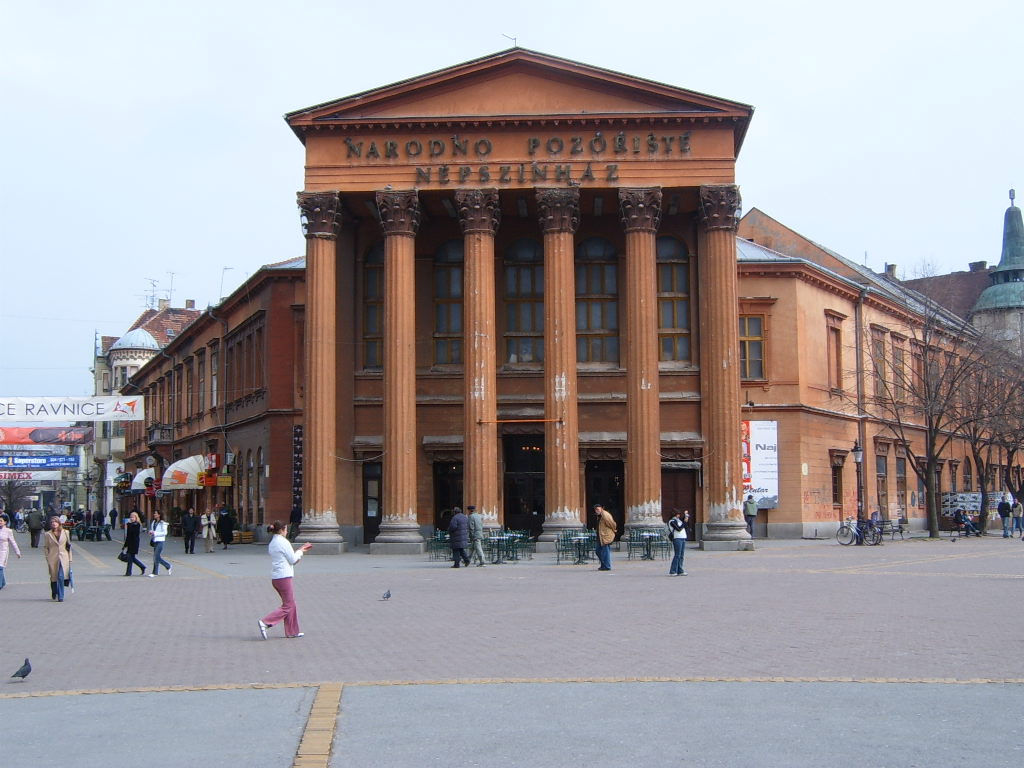
Gmach teatru przed rekonstrukcją z 2007 roku
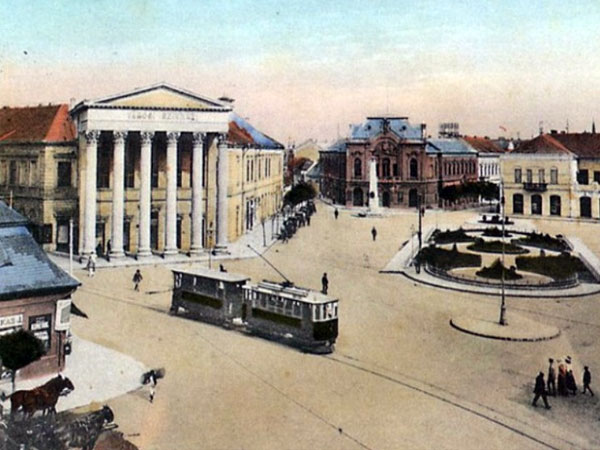
Teatr na pocztówce z przełomu XIX i XX wieku
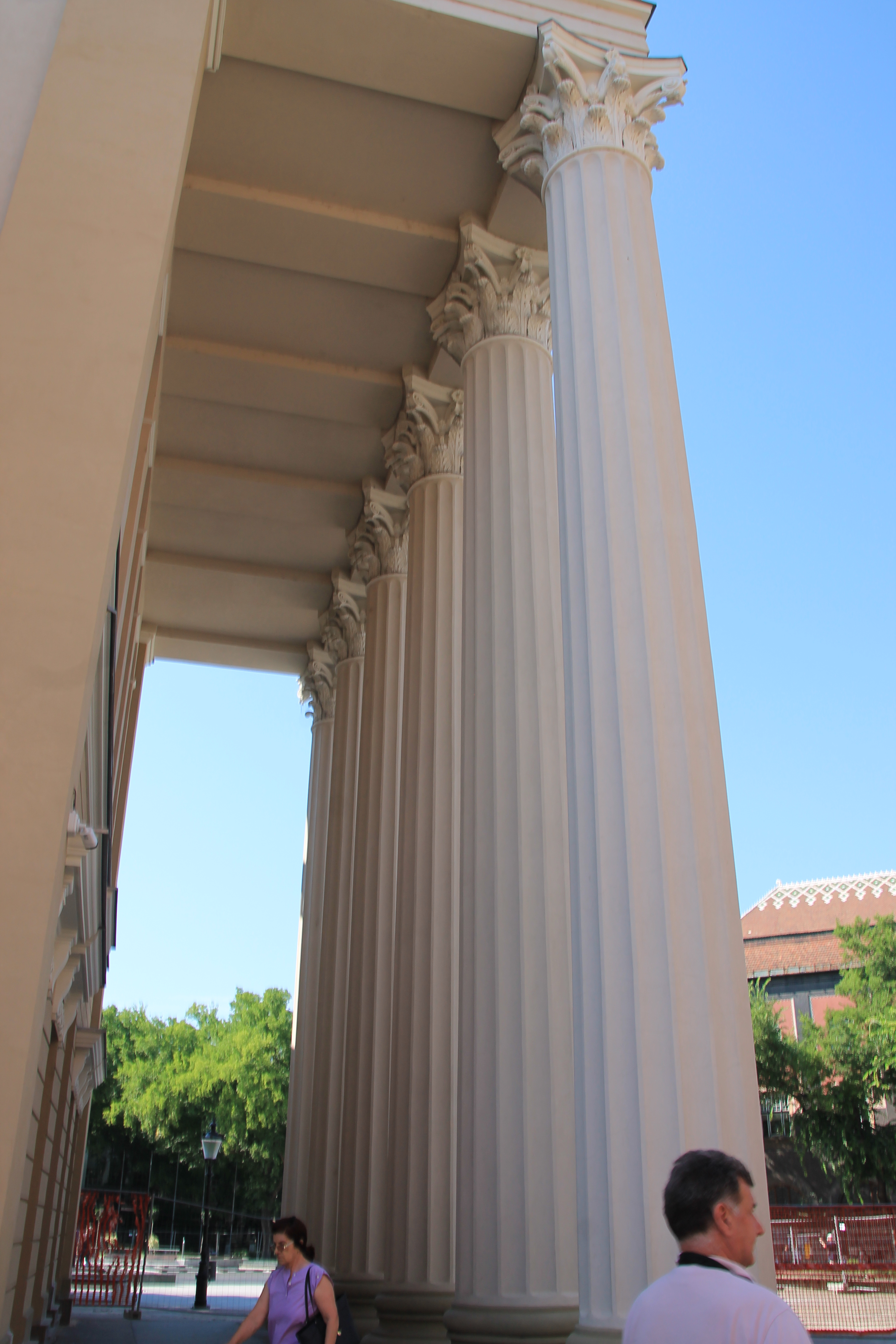
Kolumny korynckie